# Otto Nordenskjöld

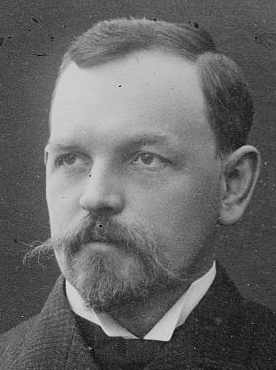
Otto Nordenskjöld

Nils Otto Gustaf Nordenskjöld (* 6. Dezember 1869 auf Sjögelö im Kirchspiel Hässleby, Jönköpings län; † 2. Juni 1928 in Göteborg) war ein schwedischer Geologe und Polarforscher, der für seine Antarktisexpedition (1901–1903) mit dem Schiff Antarctic unter Kommando von Kapitän Carl Anton Larsen bekannt wurde.

## Leben
Nordenskjöld studierte an der Universität Uppsala und wurde dort 1894 zum Doktor der Geologie promoviert. 1905 wurde er zum Professor der Geografie und Ethnografie an der Universität Göteborg berufen.
Otto Nordenskjöld war der Neffe des Polarforschers und Kartographen Adolf Erik Nordenskiöld.

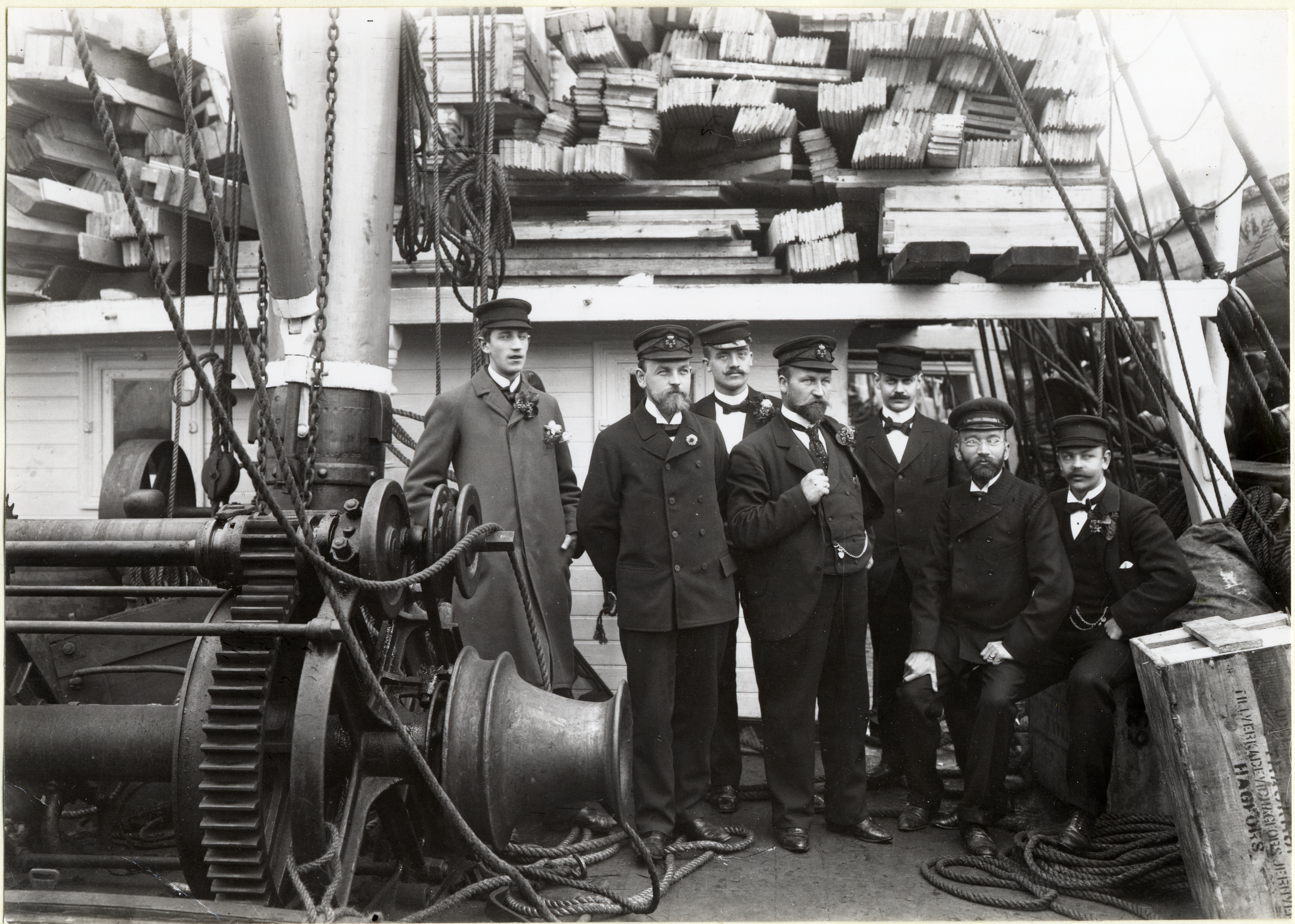
Teilnehmer an der Schwedischen Antarktisexpedition im Oktober 1901 an Bord der Antarctic (von links nach rechts): Carl Skottsberg, Otto Nordenskjöld, Karl Andersson, Carl Anton Larsen, Erik Ekelöf, Axel Ohlin, Gösta Bodman.

1895 leitete Nordenskjöld eine zweijährige mineralogische Expedition nach Patagonien und Feuerland, 1898 auch in das Klondike-Gebiet im Yukon-Territorium Kanadas. Seine Goldfunde reichten, um die Expedition zu finanzieren. 1900 nahm er an der Ostgrönlandexpedition Georg Carl Amdrups teil, wo er am Kap Dalton zahlreiche Fossilien fand.
1901 brach Nordenskjöld zu seiner Schwedischen Antarktisexpedition auf. Nach Zwischenhalt in Buenos Aires stieß sein Schiff, die Antarctic, bis an die Packeisgrenze vor und ließ dort Nordenskjöld und fünf Männer auf Snow Hill Island zurück, worauf sie nach Norden zurückkehrte und die Expedition im nächsten Frühjahr wieder abholen sollte. Das Schiff blieb allerdings auf dem Rückweg in die Antarktis im Packeis stecken und sank am 12. Februar 1903. Kapitän Carl Anton Larsen brachte sich mit 16 Mannschaftsmitgliedern auf der Paulet-Insel in Sicherheit. Gerettet wurden die Männer vom argentinischen Schiff Uruguay, im Dezember 1903 kehrte man nach Buenos Aires zurück. Die Expedition wurde als wissenschaftlicher Erfolg angesehen und brachte Nordenskjöld zwar großen Ruhm ein, stürzte ihn privat jedoch in tiefe Schulden. Die Schwedische Gesellschaft für Anthropologie und Geographie verlieh ihm die Vega-Medaille.
1906 leitete er die erste französische Arktiskreuzfahrt auf der Île de France. Nach dem Besuch von Walter Wellmans Camp auf Danskøya lief das Schiff im Raudfjord auf ein Riff und konnte sich aus eigener Kraft nicht mehr befreien. Dem deutschen Journalisten Theodor Lerner ist es zu danken, dass die Île de France mit Hilfe des von ihm herbeigeholten niederländischen Kreuzers Friesland aus ihrer misslichen Lage befreit werden konnte.
Nordenskjöld unternahm 1909 in Begleitung des Konservators Hilmar Skoog vom Naturhistorischen Museum Göteborg eine weitere Expedition nach Grönland. Zwischen Sisimiut und Nuuk führte er geographische und glazial-geologische Arbeiten durch und drang zweimal auf das Inlandeis vor. Anfang der 1920er Jahre kehrte er nach Südamerika zurück, um Chile und Peru zu erforschen.

## Sonstiges
Nach Nordenskjöld benannt sind

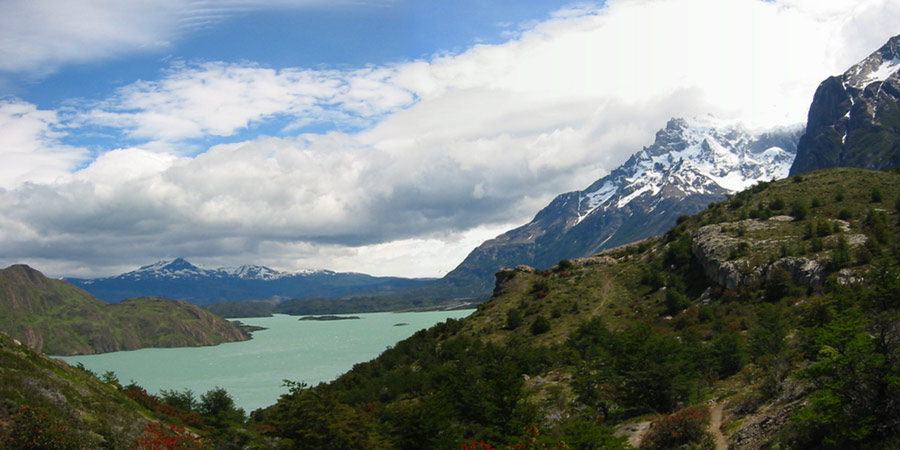
Lago Nordenskjöld

- der Lago Nordenskjöld im Nationalpark Torres del Paine in Chile,
- die Nordenskjöld-Küste, ein Abschnitt der Ostküste der Antarktischen Halbinsel,
- das Nordenskjöld-Becken, ein submarines Becken,
- die Nordenskjöld-Eiszunge, eine Gletscherzunge im ostantarktischen Viktorialand,
- der Nordenskjöld-Gletscher, ein Gletscher auf Südgeorgien,
- die Nordenskjöld-Aufschlüsse, felsige Aufschlüsse auf der Antarktischen Halbinsel,
- der Nordenskjöld Peak, ein Berg auf Südgeorgien,
- die Nordenskjöld Outcrops, Felsvorsprünge an der Nordenskjöld-Küste,
- der Nordenskjøld Channel, eine Meerenge vor der Küste des ostantarktischen Viktorialands.